# Tristezas de Satanás
Tristezas de Satanás (em inglês:  The Sorrows of Satan é um filme mudo norte-americano de 1926 em longa-metragem, do gênero drama e romance, dirigido por D. W. Griffith, baseado no romance The Sorrows of Satan de Marie Corelli.

## Elenco
- Adolphe Menjou ... Príncipe Lucio de Rimanez
- Ricardo Cortez .. Geoffrey Tempest
- Carol Dempster ... Mavis Claire
- Lya de Putti ... Princesa Olga
- Ivan Lebedeff ... Amiel